# Galeão
Galeão är en ort i Brasilien.   Den ligger i kommunen Rio de Janeiro och delstaten Rio de Janeiro, i den sydöstra delen av landet, 900 km sydost om huvudstaden Brasília. Galeão ligger 9 meter över havet och antalet invånare är 22 971.
Terrängen runt Galeão är platt. Havet är nära Galeão åt nordost.Trakten är tätbefolkad. Närmaste större samhälle är Rio de Janeiro, 11,4 km söder om Galeão. 